# Rafały
Rafały – wieś sołecka w Polsce położona w województwie mazowieckim, w powiecie makowskim, w gminie Karniewo.
| SIMC    | Nazwa   | Rodzaj                 |
| ------- | ------- | ---------------------- |
| 0117009 | Zalesie | część wsi (do 2022 r.) |

W latach 1975–1998 miejscowość administracyjnie należała do województwa ciechanowskiego.